# Hude (Nordfriesland)
Hude és un municipi del districte de Nordfriesland, dins l'Amt Nordsee-Treene, a l'estat alemany de Slesvig-Holstein. És a uns 12 km al sud-oest de Husum i uns 5 km al nord-est de la ciutat de Friedrichstadt. El 31 de desembre del 2023 tenia 180 habitants.